# Synagogue d'Ostende
La synagogue d'Ostende, une ville belge de la province de Flandre occidentale, a été construite en 1910-11. Elle est un monument protégé depuis 2002.
La synagogue, construite selon les plans de l'architecte anversois J. De Langhe, fut inaugurée solennellement le 29 août 1911.

## Liens
- Ressource relative à l'architecture :   - Onroerend Erfgoed
- Description au Consistoire central israélite de Belgique (français, avec de nombreuses photos)
- Communauté israélite d'Ostende (français)

## Source de traduction

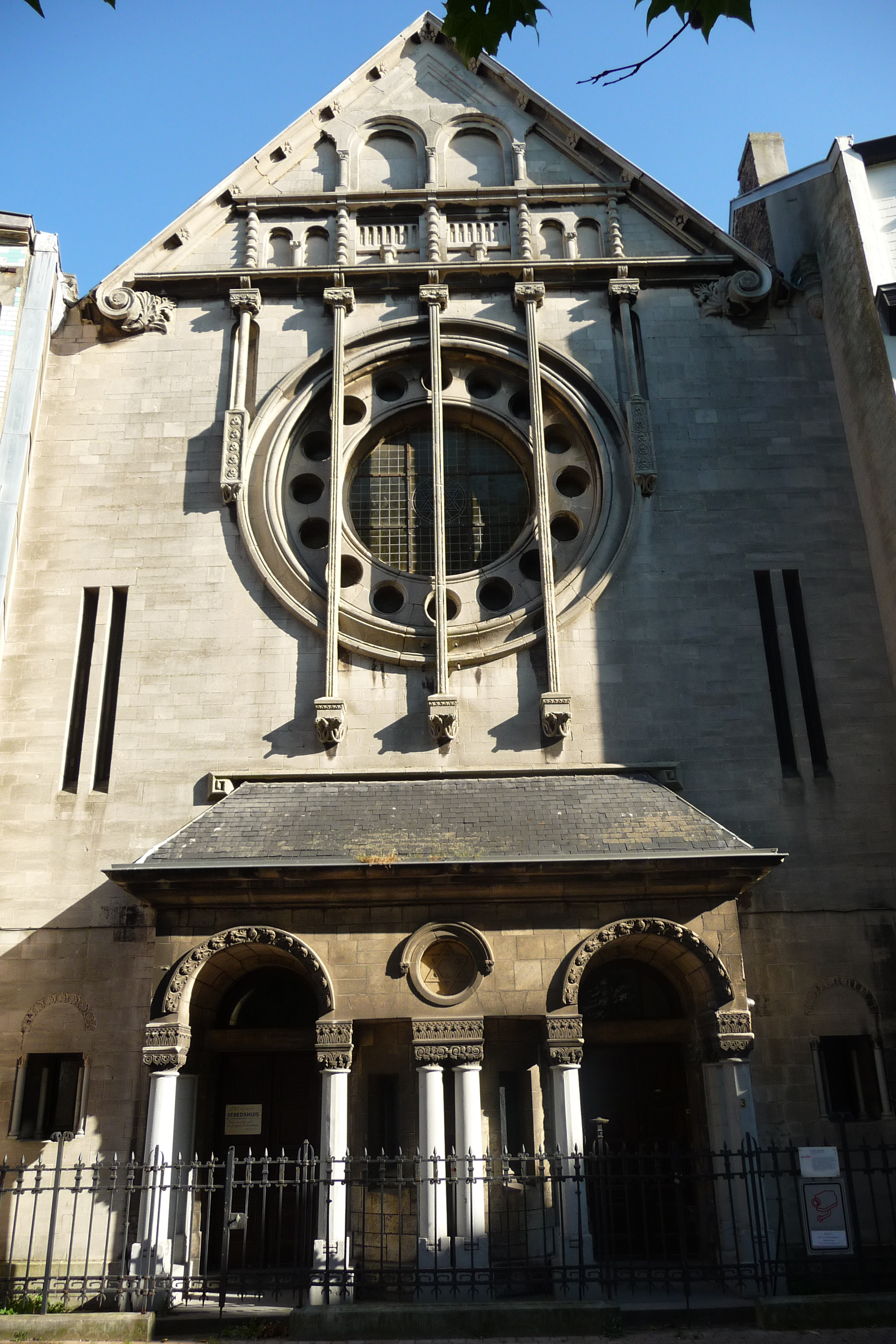
Synagogue d'Ostende